# Alain Ransay
Alain Ransay, né le 11 novembre 1961 à La Trinité, en Martinique, est un prélat catholique français, actuel évêque de Cayenne depuis le 10 décembre 2021.

## Biographie
Alain Ransay est né le 11 novembre 1961 à La Trinité en Martinique. Après des études de mathématiques à l'université Toulouse-III-Paul-Sabatier, il enseigne pendant 2 ans les mathématiques dans sa ville natale.
En 1986, il rejoint le séminaire d'Avignon. De 1988 à 1992, il est étudiant au Séminaire Universitaire et à l'université catholique de Lyon, où il obtient une licence canonique en théologie.
Il est ordonné prêtre pour l'archidiocèse de Saint-Pierre et Fort-de-France le 27 décembre 1992.
Alain Ransay parle couramment français, créole, anglais, espagnol. Il est auteur de la publication S’épanouir malgré les blessures : La vie humaine en dix étapes, Saint Paul, 2018.

## Principaux ministères

### Prêtre
Après son ordination, il est envoyé comme vicaire au Lamentin. Il deviendra ensuite curé de différentes paroisses en Martinique (Lamentin, Sainte-Marie, De Briant, Saint-Christophe, Notre-Dame de Bellevue). En outre, il prêche des missions d'évangélisation et des retraites spirituelles.
En 2014, il devient professeur de théologie morale à l’institut diocésain d’études religieuses Gaston Jean-Michel puis au séminaire Saint-Jean-Paul II.
De 2016 à 2018, il occupe également le poste de directeur diocésain de l’Éducation catholique.

### Évêque
Le 10 décembre 2021, le pape François nomme Alain Ransay évêque du diocèse de Cayenne, en Guyane,. Il est ordonné le 6 février 2022 au Palais Régional Omnisports Georges Théolade à Matoury par Fortunatus Nwachukwu, délégué apostolique pour la Guyane et les Antilles françaises assisté de David Macaire, archevêque de Saint-Pierre et Fort-de-France et de Michel Dubost, administrateur apostolique du diocèse de Cayenne. Son installation a lieu trois jours plus tard, le 9 février, en la cathédrale Saint-Sauveur de Cayenne. 
Sa nomination se fait dans une période de troubles pour l'Église de Cayenne, notamment avec la démission du précédent évêque de Cayenne, Emmanuel Lafont, officiellement pour raisons d'âges mais mis en cause dans des affaires d'abus de faiblesse et de harcèlement moral.